# Eutolmus
Genre
Eutolmus est un genre d'insectes diptères prédateurs de la famille des asilidés (ou mouches à toison).

## Liste d'espèces
Selon BioLib (11 juin 2021) :
- Eutolmus annulatus Becker, 1923
- Eutolmus apiculatus (Loew, 1848)
- Eutolmus bureschi Hradský & Moucha, 1964
- Eutolmus calopus (Loew, 1848)
- Eutolmus fascialis (Loew, 1848)
- Eutolmus graecus Loew, 1871
- Eutolmus haematoscelis (Gerstaecker, 1862)
- Eutolmus immaculatus Loew, 1871
- Eutolmus koreanus (Hradský & Hüttinger, 1985)
- Eutolmus lavcievi Jelesova, 1974
- Eutolmus leucacanthus Loew, 1871
- Eutolmus lusitanicus Loew, 1854
- Eutolmus maximus (Hradský & Geller-Grimm, 1998)
- Eutolmus mediocris Becker, 1923
- Eutolmus montanus (Lehr, 1984)
- Eutolmus mordax (Loew, 1848)
- Eutolmus niger (Hradský & Hüttinger, 1985)
- Eutolmus ohirai (Hradský & Hüttinger, 1985)
- Eutolmus palestinensis (Theodor, 1980)
- Eutolmus parricida (Loew, 1848)
- Eutolmus pecinensis (Lehr, 1984)
- Eutolmus polypogon (Loew, 1848)
- Eutolmus rufibarbis (Meigen, 1820)
- Eutolmus sedakoffii (Loew, 1854)
- Eutolmus stratiotes (Gerstaecker, 1862)
- Eutolmus taiwanensis (Hradský & Hüttinger, 1985)
- Eutolmus tolmeroides (Bromley, 1928)
- Eutolmus wahisi (Tomasovic, 2001)
- Eutolmus znoikoi (Richter, 1963)